# بخش میسورا
بخش میسورا (به انگلیسی: Mysore district) یک بخش در هند است که در کارناتاکا واقع شده‌است. بخش میسورا ۶٬۸۵۴ کیلومتر مربع مساحت و ۳٬۱۰۱٬۰۲۷ نفر جمعیت دارد.